# 耶律擘失
耶律擘失（?—?），为契丹（遼朝）皇族，辽圣宗耶律隆绪的第十一女。
耶律擘失母亲白氏，同胞姊妹有耶律十哥、耶律八哥、耶律泰哥。耶律擘失被封为仁寿县主、仁寿公主，下嫁北府宰相刘慎行之子刘四端。刘四端兄弟六人：刘一德、刘二玄、刘三嘏、刘四端、刘五常、刘六符，刘三嘏是同昌公主耶律八哥的驸马。  

## 传記資料
- 《遼史》公主表